# ENodeB

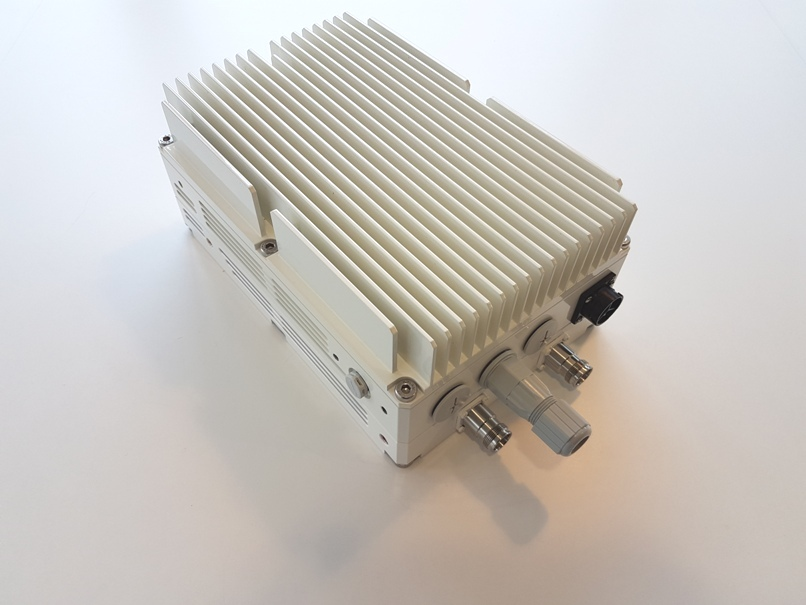
Capçal de ràdio remot (RRH) CableFree 4G/5G amb 2x2 MIMO, 2x20W de potència RF i interfície de fibra CPRI

E-UTRAN Node B, també conegut com Evolved Node B (abreujat com eNodeB o eNB), és l'element en E-UTRA de LTE que és l'evolució de l'element Node B en UTRA d'UMTS. És el maquinari connectat a la xarxa de telefonia mòbil que es comunica directament sense fil amb els telèfons mòbils (UEs), com una estació transceptora base (BTS) a les xarxes GSM.
Tradicionalment, un node B té una funcionalitat mínima i està controlat per un controlador de xarxa de ràdio (RNC). Tanmateix, amb un eNB, no hi ha cap element de controlador separat. Això simplifica l'arquitectura i permet temps de resposta més baixos.

## Diferències entre un node B evolucionat i un node B
eNB utilitza els protocols E-UTRA OFDMA (enllaç descendent) i SC-FDMA (enllaç ascendent) a la seva interfície LTE-Uu. Per contra, NodeB utilitza els protocols UTRA WCDMA o TD-SCDMA a la seva interfície Uu.

### Funcionalitat de control
eNB incorpora la seva pròpia funcionalitat de control, en lloc d'utilitzar un RNC (controlador de xarxa de ràdio) com ho fa un node B.

### Interfícies de xarxa
eNB s'enllaça amb el nucli System Architecture Evolution (SAE) (també conegut com a Evolved Packet Core (EPC)) i altres eNB de la següent manera:
- eNB utilitza el protocol S1-AP a la interfície S1-MME amb l'Entitat de Gestió de la Mobilitat (MME) per al trànsit de l'avió de control.